# دوغلاس إي. ديكي
دوغلاس إي. ديكي (بالإنجليزية: Douglas E. Dickey)‏ هو عسكري أمريكي، ولد في 24 ديسمبر 1946 في روزبورغ في الولايات المتحدة، وتوفي في 26 مارس 1967 في محافظة كوانغ تشي في فيتنام.